# Sweet Home 3D
Sweet Home 3Dは、インテリアデザイン（家具の配置設計）のアプリケーションソフトウェアである。
平面の間取り図および家具配置の構想を支援し、3次元コンピュータグラフィックスによって立体的にシミュレーションした仮想現実空間上にて事前確認を可能とする。
ドラッグ・アンド・ドロップなどの直感的なマウス操作によって、簡単に3次元化した間取り図を作成できる。作成した間取り図上には、さまざまな家具を自由に配置でき、さらに3次元空間の仮想室内を恰も自分の目線で歩き回れるシーングラフの機能が特長的である。
配置できる家具は、キッチン、寝室、リビング、バスルームなど部屋の用途毎カテゴリーに分類されている。そして、ベッドや机、テレビ受像機といった一般的な家具に加え、ドアや窓といった建具、さらには暖房器具やブラインド等の特殊な器具もライブラリに用意されている。家具の位置関係だけでなく、壁紙や塗装等テクスチャーの色調をシミュレーションすることも可能である。

## 使用方法
マウスを用いて方眼紙の格子上に作図するかのように平面の間取り図を描いてから、メニューの一覧より家具を配置したい箇所にドラッグ・アンド・ドロップで置くだけでよい。すると３次元空間の俯瞰視点がプレビュー表示される。配置の終わった平面の間取り図上に人の目線を配置しドラッグすると仮想空間の部屋を歩くシーングラフのアニメーションが表示される。

## ギャラリー
Sweet Home 3Dのスクリーンショット
- 間取りと家具の平面配置の図
- ３次元での俯瞰表示
- キッチンからリビングを眺めることを想定したシーングラフ